# بانجية
البانجية (الاسم العلمي: Bangia) هي جنس من النباتات الحمراء تتبع فصيلة البانجات من رتبة البانجيات.

## أنواع البانجية
- بانجية أرجوانية
- بانجية أرجوانية داكنة
- بانجية بحيرية
- بانجية بسيطة
- بانجية ثنائية التسنن
- بانجية جمشتية
- بانجية حريرية
- بانجية خضراء
- بانجية خضراء داكنة
- بانجية خنجرية
- بانجية صدئة
- بانجية صوفية
- بانجية طفيلية
- بانجية قرمزية
- بانجية كبيرة
- بانجية كثيفة
- بانجية لحمية
- بانجية ناحلة